# Papa Bento VI
Papa Bento VI (em latim: Benedictus VI); (Roma, c. 925 - Roma, c. 8 de junho de 974) foi o Papa da Igreja Católica e Soberano dos Estados Papais de 19 de janeiro de 973 até a data de sua morte. O seu breve pontificado ocorreu no contexto político do estabelecimento do Sacro Império Romano-Germânico, durante a transição entre os reinados de Otão I e Otão II, incorporando a luta pelo poder de famílias aristocráticas romanas como os crescêncios.

## Juventude

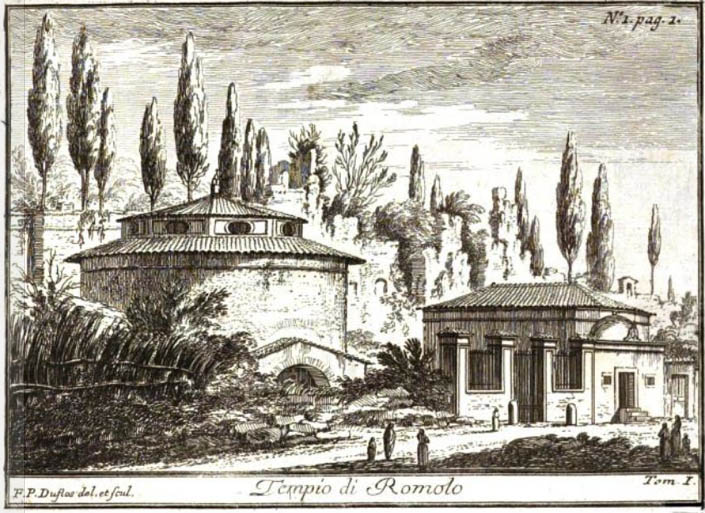
Bento VI foi cardeal diácono de San Teodoro, Roma (imagem do século XVIII)

Filho de um romano de ascendência alemã chamado Hildebrando, Bento nasceu em Roma, na região chamada Sub Capitolio (na antiga 8ª região da Roma Augusta, o Fórum Romano). Antes de se tornar papa, ele foi cardeal diácono da igreja de São Teodoro.

## Pontificado
Com a morte do Papa João XIII, em setembro de 972, a maioria dos eleitores que aderiram à facção imperial escolheu Bento VI como seu sucessor. Ele não foi consagrado até janeiro de 973, devido à necessidade de obter a aprovação do Sacro Imperador Romano, Otão I. Instalado como papa sob a proteção de Otão I, Bento foi visto como um fantoche do imperador pela aristocracia romana local, que se ressentia do domínio do imperador nos assuntos civis e eclesiásticos romanos.
Há poucos registros do reinado de Bento VI como papa. Há uma carta datada do reinado de Bento, de Peregrino de Passau, pedindo que Bento lhe conferisse o pálio e o tornasse bispo para que ele pudesse continuar sua missão de converter o povo húngaro ao cristianismo. No entanto, a resposta de Bento é considerada uma falsificação. Bento VI também é conhecido por ter confirmado privilégios assumidos por certos mosteiros e igrejas. A pedido do Rei Lotário e da Rainha Ema da França, Bento colocou o mosteiro de Blandin sob proteção papal. Há também uma bula papal de Bento XVI na qual Frederico, arcebispo de Salzburgo, e seus sucessores são nomeados vigários papais nas antigas províncias romanas da Alta e Baixa Panônia e Nórica; no entanto, a autenticidade desta bula também é contestada.

## Queda
Otão I morreu logo após a eleição de Bento VI em 973 e, com a ascensão de Otão II, surgiram problemas com a nobreza na Alemanha. Com o novo imperador tão distraído, uma facção da nobreza romana que se opunha à interferência dos imperadores otonianos nos assuntos romanos aproveitou a oportunidade para agir contra Bento VI. Liderado por Crescêncio, o Velho, e pelo cardeal-diácono Franco Ferrucci, que tinha sido o candidato preferido da facção anti-otoniana, Bento foi capturado em junho de 974 e aprisionado no Castelo de Santo Ângelo, naquela época um reduto dos crescêncios.
Ferrucci foi então proclamado o novo papa, assumindo o nome de Bonifácio VII.  Ao saber da queda de Bento VI, Otão II enviou um representante imperial, o Conde Sicco, para exigir sua libertação. Não querendo renunciar, Bonifácio ordenou que um padre chamado Estêvão assassinasse Bento enquanto ele estava na prisão, estrangulando-o até a morte. Bonifácio VII é hoje considerado um antipapa, com Bento VII como o sucessor legítimo de Bento VI.